# Intumeszenz
Intumeszenz (lat. intumescentia, von tumor – Anschwellung) bezeichnet eine Ausdehnung oder eine Anschwellung, also eine Volumenzunahme eines festen Körpers ohne chemische Umwandlung.

## Brandschutz

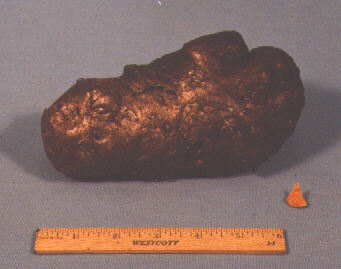
Bei einem intumeszenten Stoff kann aus einem kleinen Stück, wie dem orangen unten rechts, so ein großes wie das schwärzliche Stück werden. Der dargestellte Dämmschichtbildner formt einen leichten Kohlenstoffschaum, eine leichte Asche, mit niedriger Leitfähigkeit. Diese Wirkung wird oft zum Schutz von Kabeln und Baustahl eingesetzt. Während der Intumeszenz wird Wasser frei, das Säuren verdünnt und endotherm/kühlend wirkt.

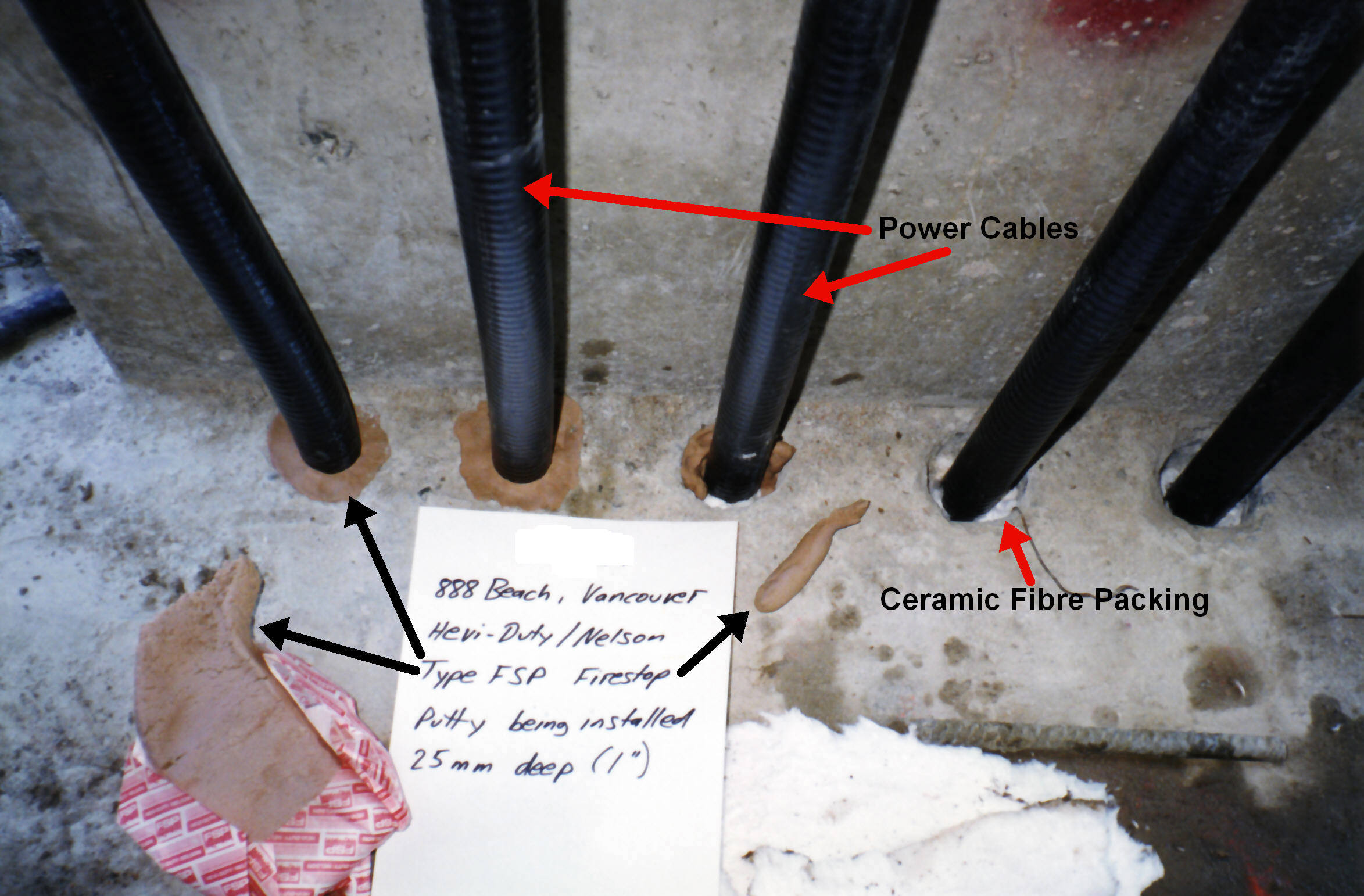
Intumeszenz-Kitt als Abschottung in einer Betondecke mit 2-stündiger Feuerwiderstandsdauer.

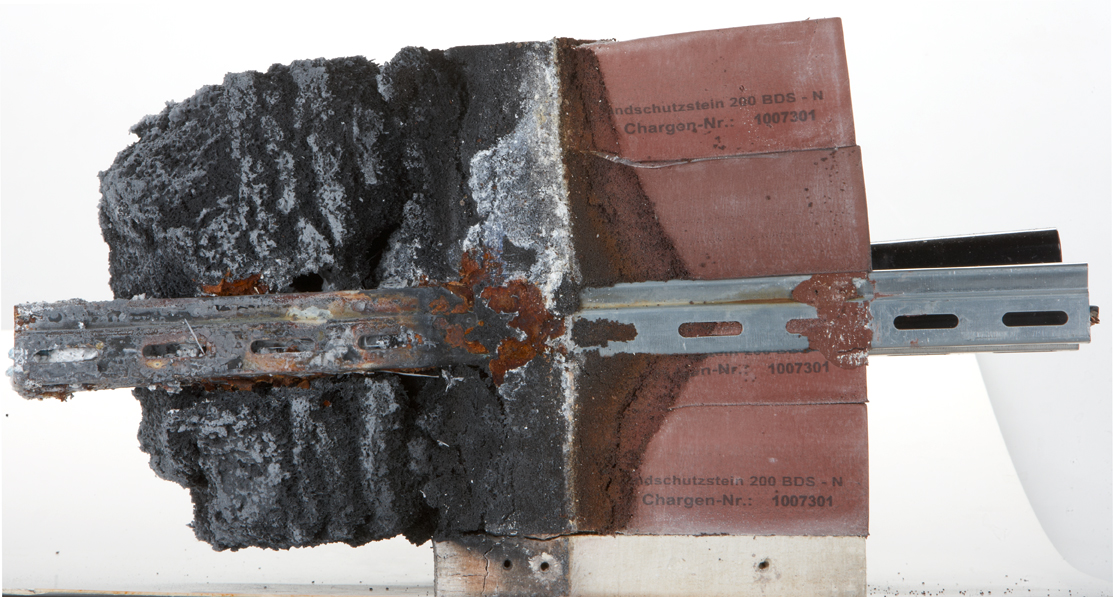
S90 Brandabschottungen aus Brandschutzsteinen. Durch die Intumeszenz wird ein Ascheschild gebildet, der die Strecke zum Feuer erhöht und eine Selbstentzündung auf der feuerabgewandten Seite verhindert.

Beim Brandschutz bezeichnet der Begriff das zweckdienliche "Schwellen" bzw. Aufschäumen von Materialien. Intumeszente Baustoffe nehmen unter Hitzeeinwirkung an Volumen zu und entsprechend an Dichte ab. In der Regel finden intumeszente Stoffe im vorbeugenden baulichen Brandschutz Anwendung, wo sie folgende Aufgaben erfüllen können:
- Aufschäumen zum Formen einer leichten Isolationsschicht als Hitzebremse. Expandierbares Graphit (Blähgraphit) etwa setzt bei Wärmeeinwirkung Gase frei. Wenn es beispielsweise dem isolierenden Mantel einer elektrischen Leitung zugesetzt wird, so bildet es mit dem veraschenden Isolierungsmaterial eine "geschäumte" Ascheschicht, welche die Sauerstoffzufuhr – und somit die Flammenausbreitung – behindert.
- Bildung eines Brandschutzschotts durch Expansionsdruck, z. B. beim Ausfüllen des Hohlraums, den ein schmelzendes Kunststoff-Rohr in einem Wand- oder Deckendurchbruch hinterlässt.

Intumeszente Baustoffe werden auch „Dämmschichtbildner“ genannt. In Deutschland sind intumeszierende Baustoffe, die diese beinhaltende Bauprodukte und die mit ihnen hergestellten Bauarten zulassungspflichtig.
→ siehe Hauptartikel Brandschutzbeschichtung

## Weitere Bedeutung
In der Medizin steht Intumeszenz für eine Größenzunahme eines Organes oder Gewebes (auch entsprechende krankhafte Veränderungen können damit bezeichnet werden – Geschwulst).